# ライジーア
「ライジーア」（"Ligeia"　書籍によっては『リイジア』の表記の場合もある）は、1838年に発表されたエドガー・アラン・ポーの短編小説。語り手と結婚した神秘的な美女ライジーアが、その死後語り手の二人目の妻の体を借りて甦るという筋のゴシック風の小説であり、ポーの他の作品「モレラ」「エレオノーラ」などと「美女再生」のモチーフを同じくする。
『ボルティモア・アメリカン・ミュージアム』9月号に初出。ただし、ポーはこの作品を幾度も改稿して作品集や雑誌に再掲している。

## あらすじ
物語は語り手による回想という形で進んでいく。語り手はライジーアとの出会いをうまく思い出せないと言い、また奇妙なことに妻となった彼女の父方の姓すら思い出せないと言うのだが、最初の頃はライン川沿いの古都で彼女との逢瀬を繰り返したという。ライジーアは大鴉のような漆黒の髪を持つ背の高い美女であり、古典語だけでなく現代語にも通暁しまた学識も深く、語り手は彼女に対して幼児のように全幅の信頼を置き、結婚後は彼女に導かれるままに形而上学的な探究へと進んでいった。しかし結婚から数年後、ライジーアは病に倒れ、死の床で「人は天使にも死神にも屈することはない、ただ衰えた意志の弱さがそうさせるのでない限り」という言葉を残して息絶える。
ライジーアを失って絶望した語り手は、彼女が残した莫大な遺産をもとにあてどない放浪をはじめ、やがてイングランドの辺鄙な場所にある僧院を買い取って、気の赴くままに豪華な装飾を施し、その屋敷に金髪碧眼の美女ロウィーナを迎え入れた。しかし彼女は結婚後一月経っても彼を愛そうとする素振りを見せず、語り手の思いは自ずと亡き妻ライジーアの方へと引かれていった。そして結婚から二ヵ月後、ロウィーナもまた病に臥せり、回復と再発とを繰り返すようになった。ある晩、語り手はロウィーナに飲ませるためのワインを取りにいこうとして、そのとき横切った部屋に得体の知れない奇妙な影が横たわっているのを見る。そしてロウィーナがワインを飲んだときには、そのグラスにどこからか赤い液体の雫が入りこんだのを見た。その日から彼女の容態は急激に悪化し、数日後に彼女もまた息を引き取った。
ロウィーナの遺骸をベッドに横たえてその晩を過ごしていた語り手は、あるときふとすすり泣きのような声が聞こえてくるように感じ、それがベッドの方からであったように思ったので、しばらくベッドの上の遺骸を根気よく見守っていた。すると、ロウィーナの頬に不意に赤みが差し、生気を取り戻しつつあることがわかった。語り手は何とか彼女を甦らせようとするが、しかしすぐにまた生気を失いもとの死骸に戻ってしまう。そうして何度も生気を失い、また取り戻すのを繰り返しているうち、その体はすさまじい変貌を遂げていた。やがて彼女が死の床から起き上がり、彼の眼前に立つと、それは紛れもない、漆黒の髪を持つライジーアとなっていた。

## 解題

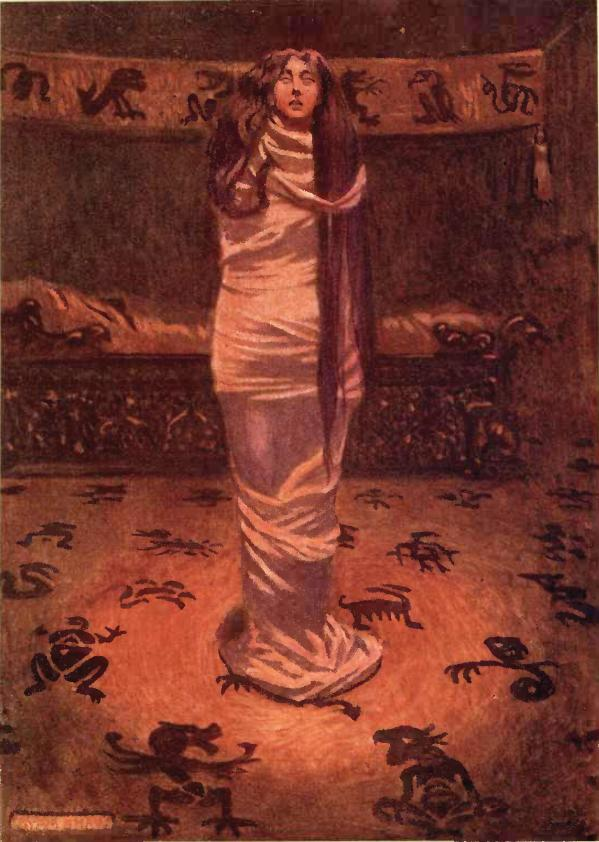
バイアム・ショウによる挿絵。1909年頃

「ライジーア」は、はじめポーの友人が編集していた『アメリカン・ミュージアム』1838年9月号に掲載された。その後繰り返し改訂され、作品集『グロテスクとアラベスクの物語』（1840年）『物語集』（1845年）に収録された他、さらに『ザ・ニューヨーク・ワールド』1845年2月号、『ブロードウェイ・ジャーナル』1845年9月号にも再掲載されている。発表当初はライジーアが死の床で語り手に読み上げさせる詩は出てこず、この詩は『グレアムズ・マガジン』1843年1月号に単独作品「征服者蛆虫」として発表されたのち、『ザ・ニューヨーク・ワールド』掲載の際に初めて作品に組み込まれた。
死の直前にライジーアが口にする言葉は作品の冒頭に同じものがエピグラフとして掲げられており、作中ではジョゼフ・グランヴィルによるものとされているが、グランヴィルの現存する著作の中にはこの句は見つかっていない。おそらくポーはこの句を自分で作り出し、霊魂や前世の存在を説いたグランヴィルの思想に結びつけるために彼の名を借りたのだと考えられる。
ポーは私的な書簡の中で、ライジーアがロウィーナの体の中に再生したことを否定するなどしており（ただしこの意見は後に撤回されている）、ロウィーナのライジーアへの変貌が実際には何を意味しているのかということは長く議論されてきた。この変貌はあくまで語り手の言葉を通じて伝えられているだけだが、とりわけ語り手が阿片中毒に罹っていることが明言されていることで、彼は「信頼できない語り手」と見なされうることになる。「衰えた意志」によるのでない限り人が死ぬことはない、という上述の言葉も、ではライジーアを復活させたのは彼女の意志なのか、それとも語り手の意志なのか、曖昧なままに留まっている。
一方、「ライジーア」をポーはゴシック小説一般に対する一種のサタイアのつもりで書いたのではないかという意見もある。「ライジーア」を発表した年には、ポーは散文では「Siope—A Fable」と「The Psyche Zenobia」しか発表しておらず、この二つはいずれもゴシック小説のスタイルを借りたサタイアである。さらにライジーアの出身地は19世紀のゴシック小説の主な源泉であったドイツに設定されており、また彼女を描写する文章の、多くを暗示しているようでその実何も語っていないかのような言葉も、そのことを裏付けている。ライジーアの思想は彼女がトランセンデンタリストであることを示唆しているが、トランセンデンタリズムはポーがしばしば批判の的にしていた思想であった。

## 翻案
ロジャー・コーマンはこの作品をもとに『ライジーアの墓』（1964年）を製作している。これはコーマンがポー作品をもとに制作した8つの映画のうち最後の作品である。
近年ではジョン・シェリー監督、ウェス・ベントリー、マイケル・マドセン、エリック・ロバーツ主演の『エドガー・アラン・ポーのライジーア』（2008年）が製作されている。
現代を舞台にポー作品全般を翻案した2023年のミニシリーズ『アッシャー家の崩壊』では、主人公ロデリック・アッシャーの製薬会社が製造する中毒性の高い鎮痛薬が「リゴドーン」と名付けられているが、これは「ライジーア（リゲイア）」の名と語り手の阿片中毒に由来している。